# 宮古島市議会
宮古島市議会（みやこじましぎかい）は、宮古島市に設置されている地方議会である。

## 概要
- 定数：24人
- 任期：2021年11月13日 - 2025年11月12日[1]
- 選挙区：市全域を単一選挙区とする大選挙区制（単記非移譲式）
- 議長：上地廣敏 （自民）
- 副議長：長崎富夫（新政会）

## 会派
| 会派名         | 議員数 | 所属党派             | 女性議員数 | 女性議員の比率(%) |
| -------------- | ------ | -------------------- | ---------- | ----------------- |
| 保守宮古未来会 | 6      | 自由民主党1・無所属5 | 0          | 0                 |
| 自民           | 4      | 自由民主党3・無所属1 | 0          | 0                 |
| 新政会         | 3      | 無所属               | 0          | 0                 |
| 市民ネット結   | 2      | 無所属               | 2          | 100               |
| 市民創会       | 2      | 無所属               | 0          | 0                 |
| 公明           | 2      | 公明党               | 0          | 0                 |
| 無会派         | 1      | 日本共産党           | 0          | 0                 |
| 無会派         | 4      |                      | 0          | 0                 |
| 計             | 24     |                      | 2          | 8.33              |

（2024年2月21日現在）
座喜味一幸市長を支える与党は新政会、市民ネット結、無会派(うち共産1人)2人の2会派計7人。
中立は市民創会と無会派3人(元保守心和会)の計5人。
野党は保守宮古未来会、自民、公明の3会派12人。

## 沿革
2021年
- 9月9日 宮古島市長選挙でオール沖縄と立憲民主党・共産党・社民党・沖縄社会大衆党が推薦、一部の保守勢力と保革共闘した座喜味一幸氏が自民・公明の推薦する現職の下地敏彦氏を破り当選する。[3]
- 10月24日 宮古島市議会議員選挙で座喜味市政を支持する与党が改選前の5議席から倍増の10議席、野党が改選前の19議席から7議席を減らし12議席、中立が2議席となる。[4]

2022年
- 9月 7月の参院選や9月の県知事選挙を巡り足並みが乱れ、保守陣営として座喜味市政を支えた保守心和会が与党から中立に転じ、与党7議席、野党12議席、中立5議席となる。[5]　[6]

2023年
- 9月7日 保守心和会が消滅届を提出。3名は当面はそれぞれ中立の無会派として活動する。[5]